# Miloš Vec
Miloš Vec (* 25. Juni 1966 in Frankfurt am Main) ist ein deutscher Jurist und Hochschullehrer. Er ist Universitätsprofessor für Europäische Rechts- und Verfassungsgeschichte an der Universität Wien und Permanent Fellow am Institut für die Wissenschaften vom Menschen in Wien.

## Leben
Vec studierte von 1985 bis 1992 Rechtswissenschaften an der Universität Frankfurt und an der University of Keele, Staffordshire, England. Von 1992 bis 1995 war er Doktorand am Max-Planck-Institut für europäische Rechtsgeschichte in Frankfurt am Main sowie Kollegiat des Graduiertenkollegs mittelalterliche und neuzeitliche Rechtsgeschichte am Fachbereich Rechtswissenschaften der Universität Frankfurt. Er wurde 1996 mit einer Arbeit zur Geschichte des Staatsrechts und der politischen Ideengeschichte im 18. Jahrhundert zum Dr. jur. promoviert. Seit 1989 arbeitete er als freier Journalist unter anderem für die Frankfurter Allgemeine Zeitung.
Von 1999 bis 2004 leitete er eine „selbstständige wissenschaftliche Nachwuchsgruppe“ zum Thema Recht in der Industriellen Revolution am Max-Planck-Institut für europäische Rechtsgeschichte. 2005 habilitierte Vec sich am Fachbereich Rechtswissenschaften der Universität Frankfurt mit der Arbeit Recht und Normierung in der Industriellen Revolution. Neue Strukturen der Normsetzung in Völkerrecht, staatlicher Gesetzgebung und gesellschaftlicher Selbstnormierung. Weiterhin wurde ihm die Venia legendi für die Fächer Neuere Rechtsgeschichte, Rechtsphilosophie, Rechtstheorie und Zivilrecht erteilt.
Vec nahm von 2000 bis 2011 Lehraufträge, Lehrstuhlvertretungen und Gastprofessuren an der Bucerius Law School (Hamburg), den Universitäten Bonn, Konstanz, Tübingen, Frankfurt am Main, Lyon II, Vilnius und an der Humboldt-Universität zu Berlin wahr. Als Forscher erhielt er mehrere Auszeichnungen und Preise. Weiterhin war Vec wissenschaftlicher Mitarbeiter am Max-Planck-Institut für europäische Rechtsgeschichte in Frankfurt am Main und Privatdozent am Fachbereich Rechtswissenschaften der Universität Frankfurt. Er leitete im Rahmen des Exzellenzclusters 243 Formation of normative Orders das Forschungsprojekt „Das Völkerrecht und seine Wissenschaft, 1789–1914“. Außerdem war er Co-Direktor der Projektgruppe „Paradoxes of Peace“ (zusammen mit Thomas Hippler, Lyon) an der Universität Helsinki („The Research Project: Europe 1815–1914. Between Restoration and Revolution, National Constitutions and Global Law. An Alternative View on the European Century 1815–1914“). Seit 2012 ist er Teilprojektleiter im Frankfurter LOEWE-Schwerpunkt „Außergerichtliche und gerichtliche Konfliktlösung“.
2012 wurde Vec als Universitätsprofessor für Europäische Rechts- und Verfassungsgeschichte an die Universität Wien berufen. Seit 2016 ist er Permanent Fellow am Wiener Institut für die Wissenschaften vom Menschen. Im Wintersemester 2017/2018 nahm Vec ein Forschungssemester am Institute for International Law and Justice an der School of Law der New York University an. Im August 2018 veröffentlichte Vec einen Artikel „Weg mit dem Bildschirm“, in dem er dafür eintrat, in Lehrveranstaltungen keine Handys und andere Bildschirmgeräte zuzulassen.

## Auszeichnungen
- 1997: Otto-Hahn-Medaille der Max-Planck-Gesellschaft
- 2006: Walter Kalkhof-Rose-Gedächtnispreis (Nachwuchspreis) der Akademie der Wissenschaften und der Literatur, Mainz
- 2007: Auszeichnung der Habilitationsschrift beim Wettbewerb „Das historische Buch“ 2007, Kategorie Neueste Geschichte, H-Soz-u-Kult
- 2008: Akademiepreis der Berlin-Brandenburgischen Akademie der Wissenschaften
- 2009: Berufung zum Fellow am Wissenschaftskolleg zu Berlin (Institute for Advanced Study) zum Akademischen Jahr 2011/2012
- 2010: Auszeichnung (2. Platz) für den Sammelband „Mekkas der Moderne. Pilgerstätten der Wissensgesellschaft“ bei der Wahl zum „Wissenschaftsbuch des Jahres“
- 2015: UNIVIE Teaching Award
- 2016: Berufung zum Permanent Fellow am Institut für die Wissenschaften vom Menschen / Institute for Human Sciences, Wien
- 2017: Senior Global Hauser Fellow an der School of Law der New York University im Wintersemester 2017/2018

## Mitgliedschaften
- 2000: Gründungsmitglied der Jungen Akademie der Berlin-Brandenburgischen Akademie der Wissenschaften und der Deutschen Akademie der Naturforscher Leopoldina
- 2006: Beirat im Förderprogramm „Denkwerk – Schüler, Lehrer und Geisteswissenschaftler vernetzen sich“ der Robert Bosch Stiftung, Stuttgart
- 2008: Teaching Faculty der International Max-Planck-Research School „Retaliation, Mediation, Punishment“
- Vereinigung für Verfassungsgeschichte

## Publikationen (Auswahl)
- Zeremonialwissenschaft im Fürstenstaat. Studien zur juristischen und politischen Theorie absolutistischer Herrschaftsrepräsentation, Klostermann, Frankfurt am Main 1998, ISBN 3-465-02940-2.
- Die Spur des Täters. Methoden der Identifikation in der Kriminalistik (1879–1933) (= Schriftenreihe der Juristischen Zeitgeschichte – Abteilung 1: Allgemeine Reihe, Band 12), Nomos Verlag, Baden-Baden 2002, ISBN 978-3-8305-0471-9.
- Ethisierung – Ethikferne. Wieviel Ethik braucht die Wissenschaft? Hrsg. zusammen mit Eva-Maria Engelen und Katja Becker-Brandenburg, Akademie Verlag, Berlin 2003, ISBN 978-3-05-003855-1.
- Recht und Normierung in der Industriellen Revolution. Neue Strukturen der Normsetzung in Völkerrecht, staatlicher Gesetzgebung und gesellschaftlicher Selbstnormierung (= Studien zur europäischen Rechtsgeschichte, Band 200; Recht in der Industriellen Revolution, Band 1), Klostermann, Frankfurt am Main 2006, ISBN 978-3-465-03490-2.
- Selbstorganisation. Ein Denksystem für Natur und Gesellschaft. Hrsg. zusammen mit Marc-Thorsten Hütt und Alexandra M. Freund, Böhlau Verlag, Köln, Weimar und Wien 2006, ISBN 978-3-412-22105-8.
- Der Campus-Knigge. Von Abschreiben bis Zweitgutachten. Hrsg. zusammen mit Bettina Beer, Eva-Maria Engelen, Julia Fischer, Alexandra M. Freund, Rainer M. Kiesow, Martin Korte, Ulrich Schollwöck und Hildegard Westphal, C. H. Beck, München 2006 (2. Auflage 2008), ISBN 978-3-406-55062-1.
- Konfession im Recht. Auf der Suche nach konfessionell geprägten Denkmustern und Argumentationsstrategien in Recht und Rechtswissenschaft des 19. und 20. Jahrhunderts (= Studien zur europäischen Rechtsgeschichte, Band 247). Hrsg. zusammen mit Pascale Cancik, Thomas Henne, Stefan Ruppert, Thomas Simon, Klostermann, Frankfurt am Main 2009, ISBN 978-3-465-04081-1.
- Mekkas der Moderne. Pilgerstätten der Wissensgesellschaft. Hrsg. zusammen mit Hilmar Schmundt und Hildegard Westphal, Böhlau Verlag, Köln, Weimar und Wien 2010, ISBN 978-3-412-20529-4.
- Intervention/Nichtintervention. Verrechtlichung der Politik und Politisierung des Völkerrechts im 19. Jahrhundert. In: Ulrich Lappenküper, Reiner Marcowitz (Hrsg.): Macht und Recht in den internationalen Beziehungen, Schöningh, Paderborn 2010, ISBN 978-3-506-76899-5.
- Les conflits entre peuples. De la résolution libre à la résolution imposée (= Studien zur Geschichte des Völkerrechts, Band 24). Hrsg. zusammen mit Serge Dauchy, Nomos Verlag, Baden-Baden 2011, ISBN 978-3-8329-6483-2.
- Völkerrecht und Weltwirtschaft im 19. Jahrhundert (= Studien zur Geschichte des Völkerrechts, Band 26). Hrsg. zusammen mit Rainer Klump, Nomos Verlag, Baden-Baden 2012, ISBN 978-3-642-11883-8.
- Constructing International Law – The Birth of a Discipline (= Studien zur europäischen Rechtsgeschichte, Band 273). Hrsg. zusammen mit Luigi Nuzzo, Klostermann, Frankfurt am Main 2012, ISBN 978-3-465-04167-2.
- Paradoxes of Peace in the 19th Century Europe. Hrsg. zusammen mit Thomas Hippler, Oxford University Press, Oxford 2015, ISBN 978-0-19-872799-6.
- The Transformation of Foreign Policy. Drawing and Managing Boundaries from Antiquity to the Present. Hrsg. zusammen mit Andreas Fahrmeir, Gunther Hellmann, Oxford University Press, Oxford 2016, ISBN 978-0-19-878386-2.